# Limite inverso
In matematica, il limite inverso (anche chiamato limite proiettivo) è una costruzione che, dati degli oggetti relazionati tra loro attraverso dei morfismi, fornisce un nuovo oggetto. Il limite inverso può essere definito in ogni categoria.

## Definizione formale

### Limite inverso di gruppi
Iniziamo con la definizione di un  sistema inverso (o proiettivo)  di gruppi e omomorfismi. Siano (I, ≤) un insieme parzialmente ordinato e diretto (non tutti gli autori richiedono che I sia diretto) e ( Ai )i ∈ I una famiglia di gruppi. Sia poi fij : Aj → Ai per i ≤ j (si noti l'ordine) una famiglia di omomorfismi con le seguenti proprietà:
1. fii è l'identità in Ai per ogni i,
2. fik = fij o fjk per ogni i ≤ j ≤ k.

Allora l'insieme delle coppie ( Ai , fij ) è chiamato un sistema inverso di gruppi e morfismi su I.
Definiamo il limite inverso del sistema inverso ( Ai , fij ) come il sottogruppo del prodotto diretto degli Ai
{\displaystyle \varprojlim A_{i}:={\Big \{}(a_{i})\in \prod _{i\in I}A_{i}\;{\Big |}\;a_{i}=f_{ij}(a_{j}){\mbox{ per ogni }}i\leq j{\Big \}}.}
Il limite inverso, che per comodità indicheremo con A, è fornito di proiezioni naturali πi : A → Ai che selezionano l'i-esima componente del prodotto diretto. Inoltre, il limite inverso gode della proprietà universale descritta nella sezione seguente. Infine, se i vari gruppi Ai  sono gruppi topologici (e i morfismi sono omomorfismi continui), allora anche A è un gruppo topologico rispetto alla topologia ereditata dal prodotto diretto.
La stessa costruzione può essere effettuata anche se gli Ai al posto di essere gruppi sono insiemi, anelli, moduli (su un anello fissato), algebre (su un campo fissato), etc., e gli omomorfismi sono omomorfismi per le corrispondenti categorie. Il limite inverso apparterrà anch'esso a quella categoria.

### Definizione generale
Il limite inverso può essere definito in modo astratto in una qualsiasi categoria attraverso una proprietà universale. Sia (Xi , fij ) un sistema inverso di oggetti e morfismi  in una categoria C. Il limite inverso di questo sistema è un oggetto X in C insieme con dei morfismi πi : X → Xi (chiamate proiezioni) soddisfacenti a πi = fij o πj  per ogni i ≤ j. La coppia (X, πi )  deve essere universale nel senso che per ogni altra coppia (Y, ψi ) esiste un unico morfismo u: Y → X tale che il seguente diagramma commuti:
per ogni i ≤ j. Il limite inverso è in genere denotato come
{\displaystyle X=\varprojlim X_{i},}
lasciando sottinteso il sistema inverso (Xi, fij ). 
Al contrario di ciò che accade per gli oggetti algebrici, in alcuni casi il limite inverso può non esistere. Tuttavia, se esiste esso è unico, nel senso che tutti i limiti inversi di un sistema inverso sono isomorfi tra loro. In altre parole, se X e X′ sono due limiti inversi di uno stesso sistema, allora esiste un unico isomorfismo X′ → X che commuta con le proiezioni.

## Esempi
- L'anello degli interi p-adici si può definire come il limite inverso degli anelli Z/pn Z (vedi aritmetica modulare) dove l'insieme degli indici I è l'insieme dei numeri naturali, con il consueto ordinamento, ed il morfismo da Z/pn Z a Z/pm Z  è definito come la riduzione modulo pm per ogni m ≤ n. La topologia naturale sugli interi p-adici coincide con quella ereditata dal limite inverso se si pone la topologia discreta sui tutti gli anelli Z/pn Z.
- L'anello R [t ] delle serie formali di potenze su un anello commutativo R può essere pensato come il limite inverso degli anelli R [t ] / tnR [t ], indicizzati dai numeri naturali con l'ordinamento canonico e con il morfismo da R [t ] / tnR [t ] a R [t ] / tmR [t ] dato dalla proiezione naturale, per ogni m ≤ n.
- I gruppi profiniti si possono definire come limiti inversi di gruppi finiti muniti della topologia discreta.
- Se l'insieme degli indici I di un sistema inverso (Xi , fij ) ha un massimo m allora la proiezione naturale πm : X → Xm è un isomorfismo.
- Se (I, =) è l'ordine banale, allora il limite inverso del corrispondente sistema inverso non è altro che il prodotto.